# Pontiac Chieftain
Pontiac Chieftain – samochód osobowy klasy pełnowymiarowej produkowany pod amerykańską marką Pontiac w latach 1949–1958.

## Pierwsza generacja

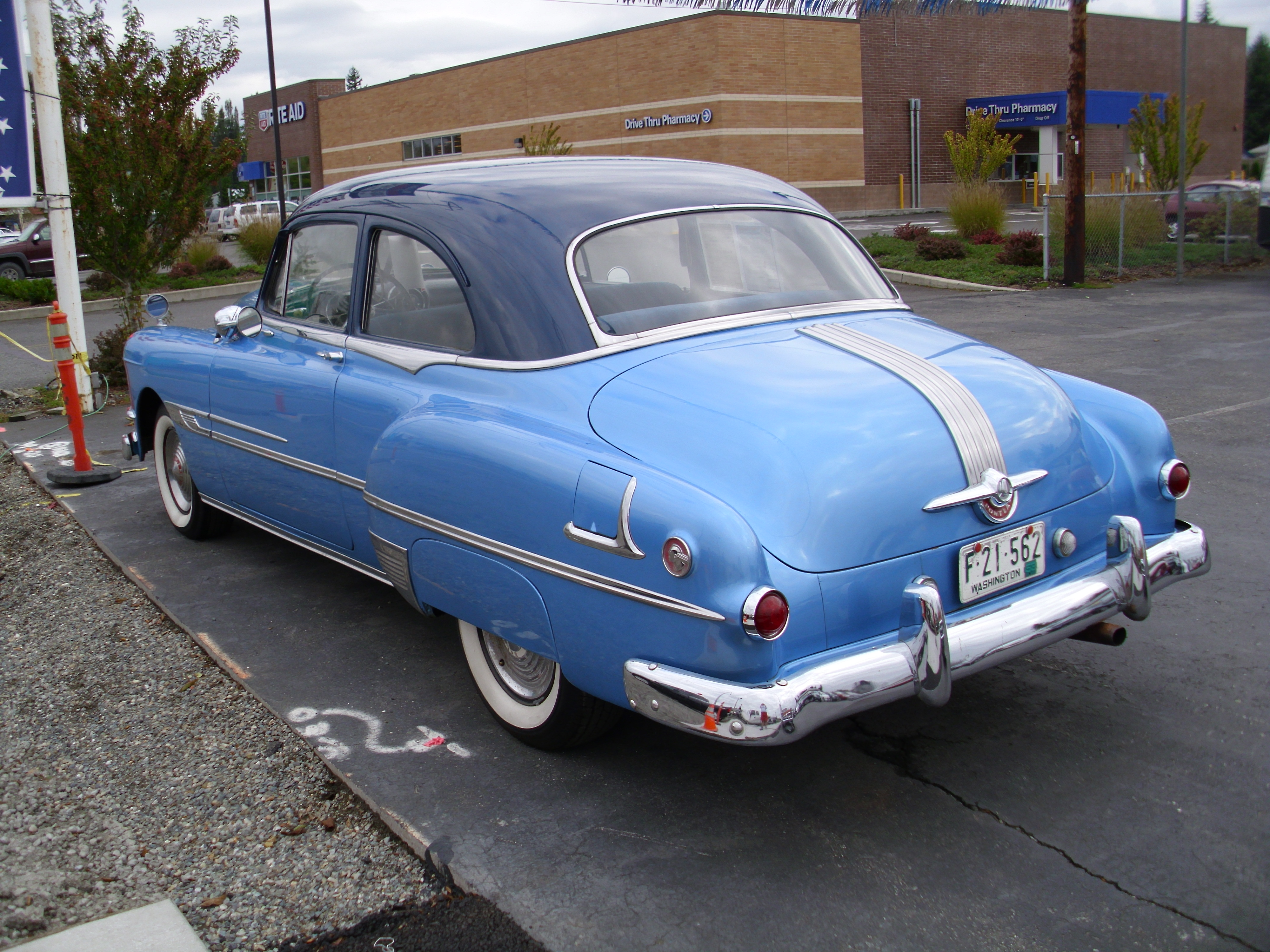
Pontiac Chieftain I – tył

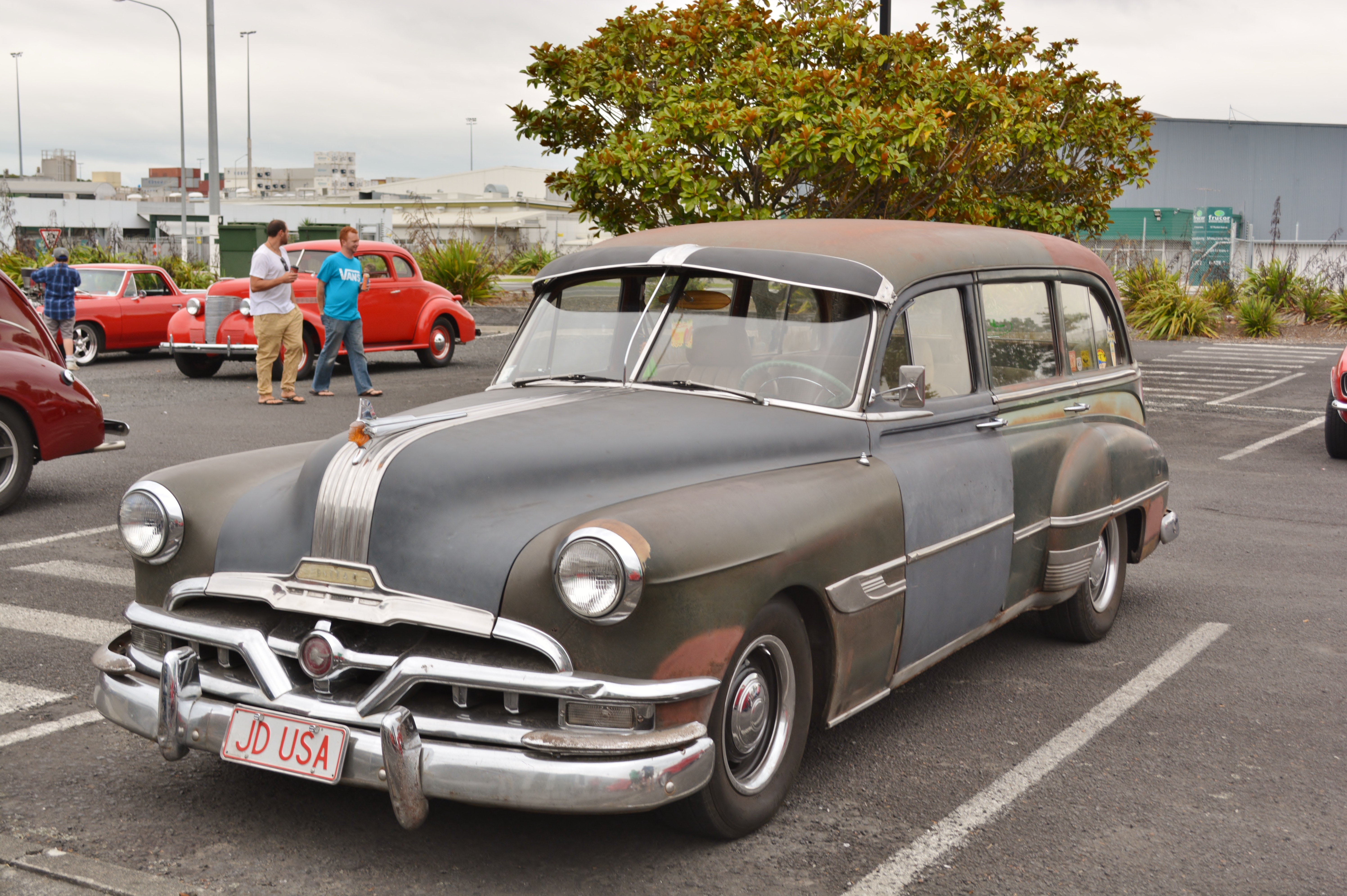
Pontiac Chieftain I Kombi

Pontiac Chieftain I został zaprezentowany po raz pierwszy w 1948 roku.
Model Chieftain został opracowany jako wyższej klasy model w ramach koncernu General Motors wraz z pokrewną konstrukcją Chevroleta. W dotychczasowej ofercie Pontiaka, samochód zastąpił linię modelową Torpedo.
Pierwsza generacja Chieftaina została utrzymana w charakterystycznych proporcjach dla modeli marki Pontiac, wyróżniając się obłymi, wyeksponowanymi nadkolami, a także masywną chromowaną atrapą chłodnicy i okrągłymi reflektorami. Tylne nadkole przyjęło charakterystyczny kształt z częściowym zakryciem koła.

### Silniki
- L6 3.9l L-head
- L8 4.4l L-head

## Druga generacja

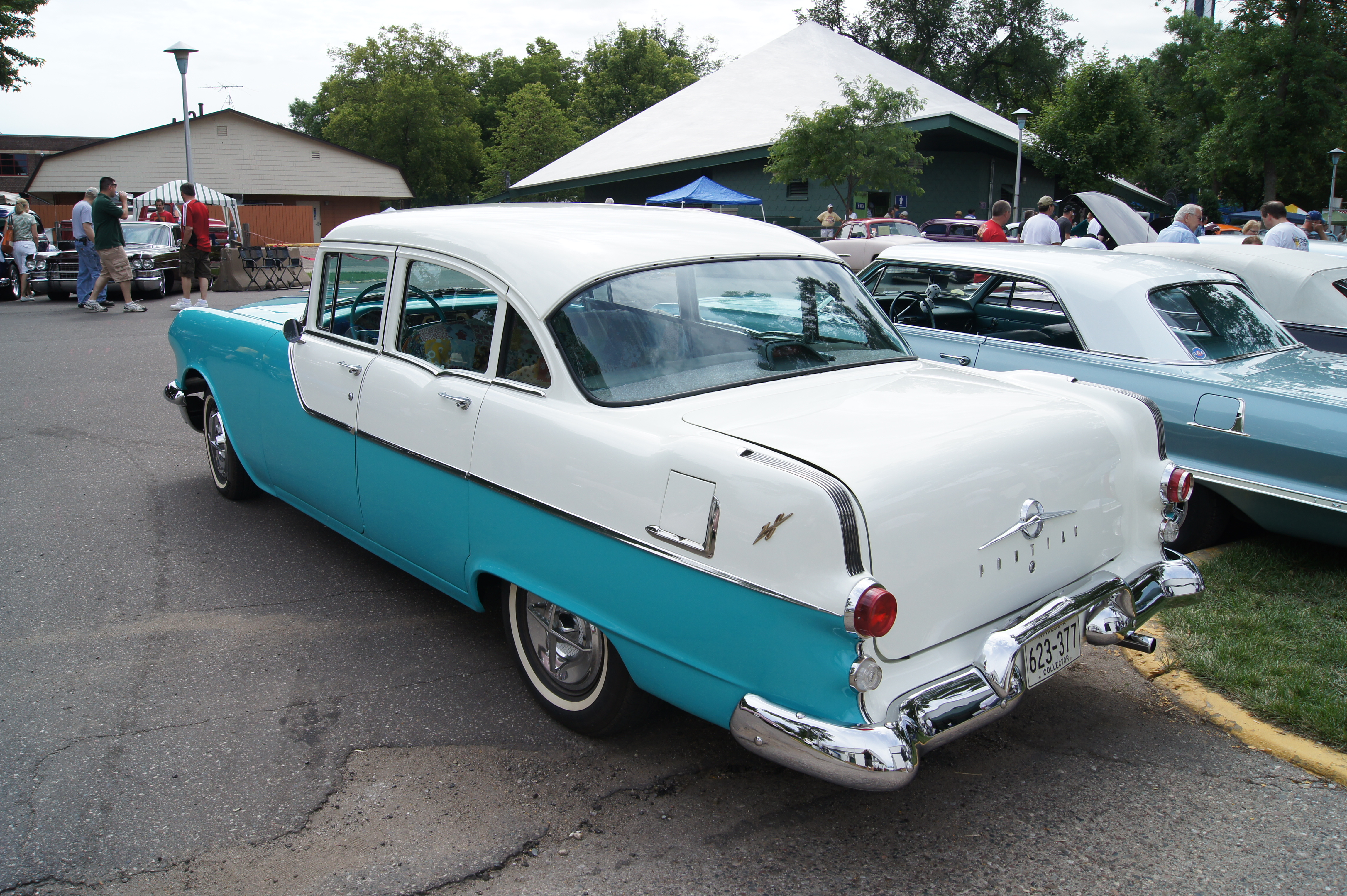
Pontiac Chieftain II – tył

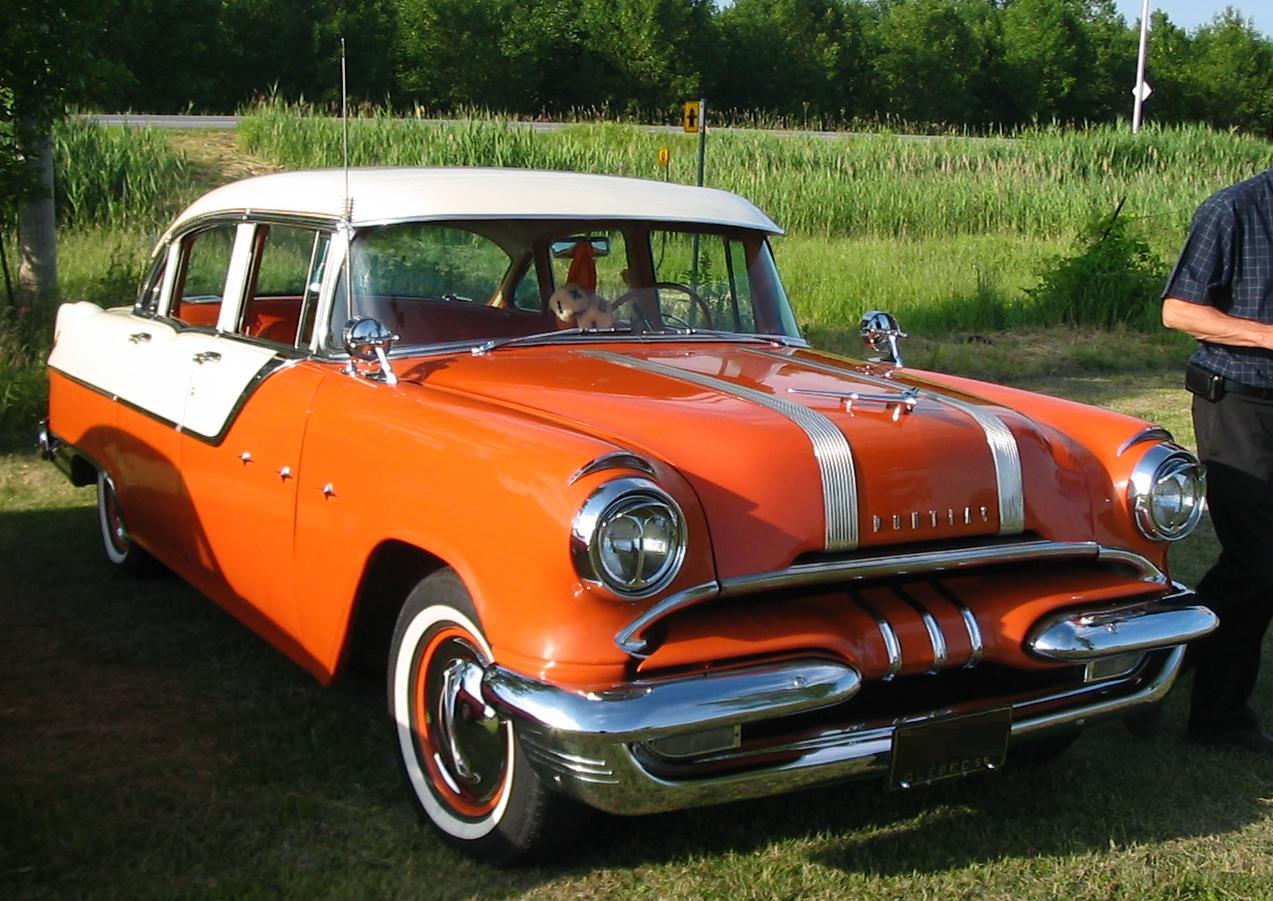
kanadyjski Pontiac Pathfinder

Pontiac Chieftain II został zaprezentowany po raz pierwszy w 1954 roku.
Druga generacja modelu Chieftain przeszła obszerny zakres modyfikacji, zyskując smuklejszą sylwetkę z bardziej obłymi błotnikami i większą atrapę chłodnicy. Tylne nadkola zyskały wyraźniej zarysowane krawędzie, z kolei nadwozie stało się dłuższe.

### Kanada
Na rynku kanadyjskim samochód był oferowany jako Pontiac Pathfinder. Różnice wizualne były minimalne, ograniczając się do detali.

### Silniki
- V8 4.7l
- V8 5.2l
- V8 5.7l

## Trzecia generacja

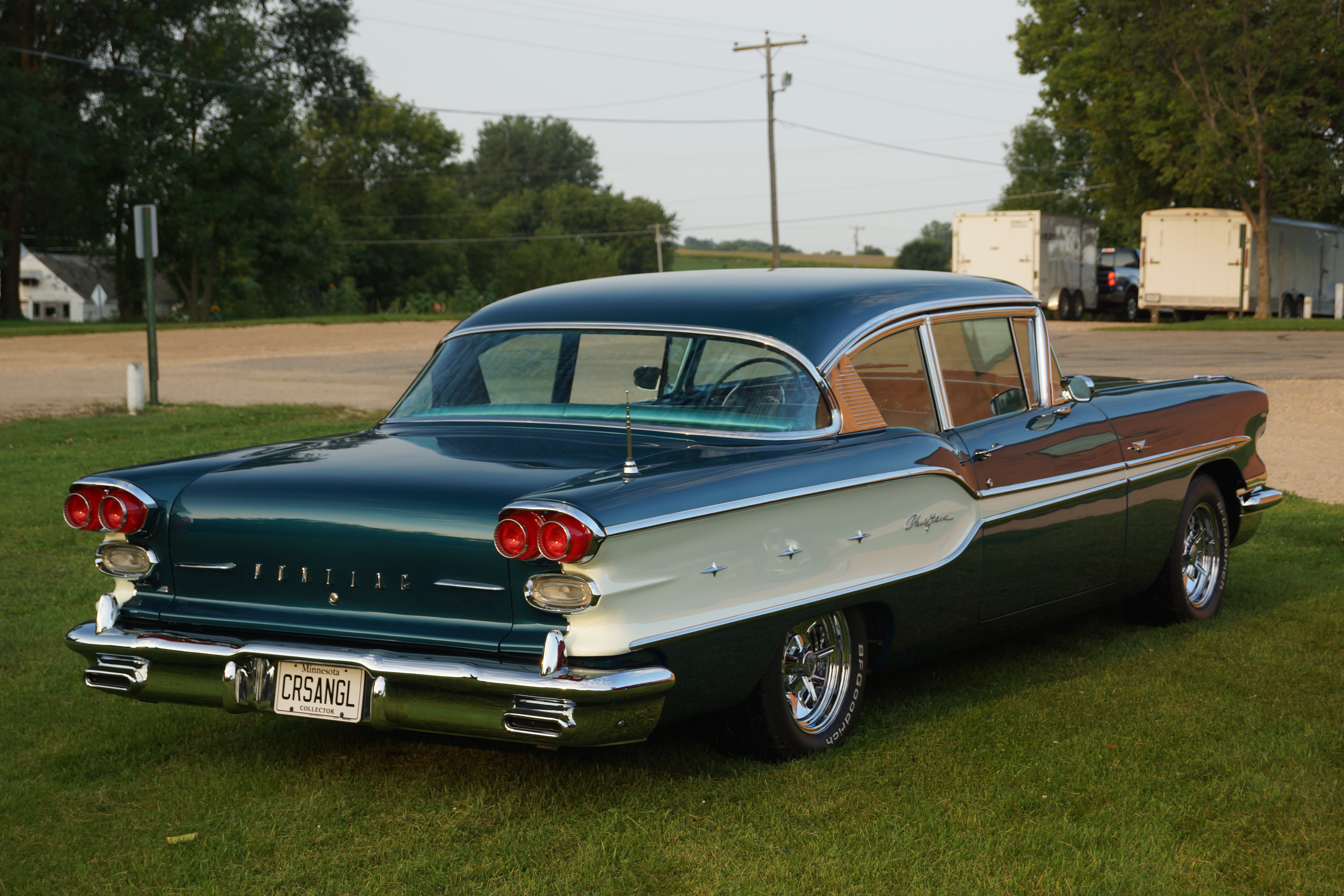
Pontiac Chieftain III – tył

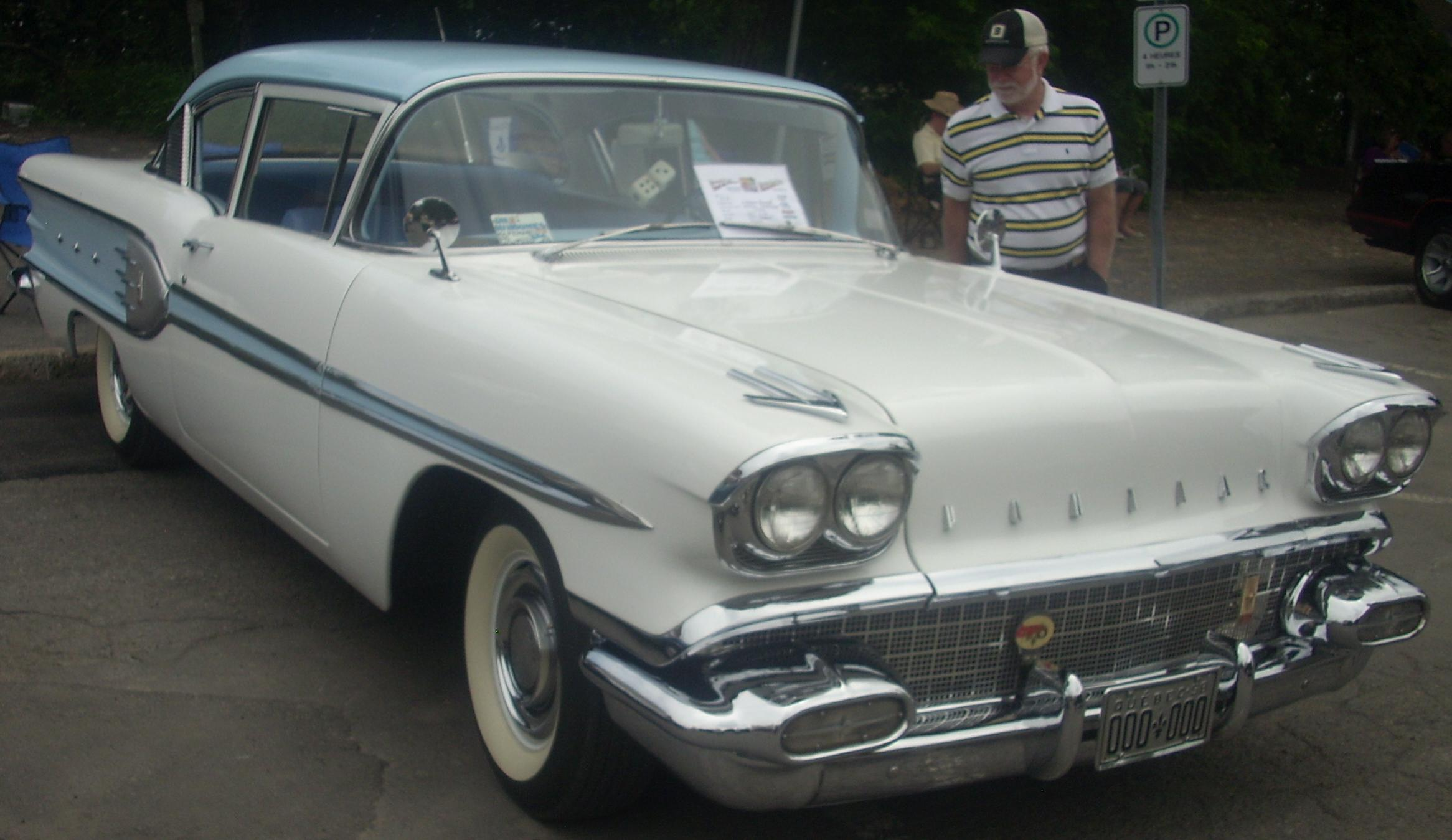
kanadyjski Pontiac Pathfinder

Pontiac Chieftain III został zaprezentowany po raz pierwszy w 1957 roku.
Trzecia i ostatnia generacja linii modelowej Chieftain powstała tym razem w ramach koncernu General Motors we współpracy z firmami Chevrolet i Oldsmobile.
Nadwozie przeszło obszerne zmiany wizualne, odchodząc od proporcji stosowanych w przypadku poprzedników. Karoseria stała się masywniejsza, zyskując charakterystyczny element malowany w innym kolorze biegnący przez całą długość nadwozia.

### Kanada
Podobnie jak poprzednik, trzecia generacja Chieftaina była sprzedawana i produkowana w Kanadzie pod inną nazwą jako Pontiac Pathfinder.

### Silnik
- V8 6.1l